# Arphia pulchripennis
Arphia pulchripennis är en insektsart som beskrevs av Bruner, L. 1905. Arphia pulchripennis ingår i släktet Arphia och familjen gräshoppor. Inga underarter finns listade i Catalogue of Life.